# Карпова Балка
Ка́рпова Ба́лка (укр. Карпова Балка, крымскотат. Karpova Balka) — село в Красноперекопском районе Республики Крым, входит в состав Филатовского сельского поселения (согласно административно-территориальному делению Украины — Филатовского сельского совета Автономной Республики Крым).

## Население
| 2001 | 2014 |
| ---- | ---- |
| 170  | ↘54  |

Всеукраинская перепись 2001 года показала следующее распределение по носителям языка
| Язык             | Процент |
| ---------------- | ------- |
| русский          | 48.24   |
| молдавский       | 21.18   |
| крымскотатарский | 18.24   |
| украинский       | 10.59   |
| другие           | 0.59    |

### Динамика численности
| - 1915 год — 102 чел. - 1926 год — 116 чел. - 1939 год — 153 чел. - 1989 год — 170 чел. | - 2001 год — 170 чел. - 2009 год — 105 чел. - 2014 год — 54 чел. |

## Современное состояние
На 2017 год в Карповой Балке числится 4 улицы; на 2009 год, по данным сельсовета, село занимало площадь 12,9 гектара на которой, в 36 дворах, проживало 105 человек. Карпова Балка связана автобусным сообщением с райцентром и соседними населёнными пунктами

## География
Карпова Балка расположена на севере района, на Перекопском перешейке, на северном берегу озера Красное, высота центра села над уровнем моря — 13 м. Ближайшие сёла: Филатовка в 2,5 км на север и Пятихатка в 3,5 км на юго-запад. Расстояние до райцентра — около 20 километров (по шоссе), ближайшая железнодорожная станция — Армянск (на линии Джанкой — Армянск) — примерно 17 километров. Транспортное сообщение осуществляется по региональной автодороге 35Н-308 от шоссе 35А-001 граница с Украиной — Джанкой — Феодосия — Керчь до Филатовки (по украинской классификации — С-0-10737).

## История
Изначально Карпова Балка располагалась римерно в 1 километре восточнее современного местоположения, причины последующего перемещения названия на располагавшееся на нынешнем месте селение Казённый участок № 3 в доступных документа не отражено.
Впервые в доступных источниках поселение встречается в Статистическом справочнике Таврической губернии 1915 года, согласно которому на хуторе Карпова Балка (или казённый участок № 2) Воинской волости Перекопского уезда числилось 14 дворов с русским населением в количестве 102 человек приписных жителей, из которых 53 мужчины и 49 женщин. О владении землёй сведений нет, в хозяйствах имелось 108 лошадей.
После установления в Крыму Советской власти, по постановлению Крымревкома от 8 января 1921 года № 206 «Об изменении административных границ» была упразднена волостная система, Перекопский уезд переименовали в Джанкойский, в котором был образован Ишуньский район, в состав которого включили село, а в 1922 году уезды получили название округов. 11 октября 1923 года, согласно постановлению ВЦИК, в административное деление Крымской АССР были внесены изменения, в результате которых округа были отменены, Ишуньский район упразднён и село вошло в состав Джанкойского района. Согласно Списку населённых пунктов Крымской АССР по Всесоюзной переписи 17 декабря 1926 года, в селе Карпова Балка (она же Казёный участок № 2), Армяно-Базарского сельсовета Джанкойского района, числилось 22 двора, все крестьянские, население составляло 116 человек. В национальном отношении учтено: 113 украинцев и 3 русских. Постановлением ВЦИК от 30 октября 1930 года был восстановлен Ишуньский район и село, вместе с сельсоветом, включили в его состав. В 1936 году был организован колхоз имени Фрунзе, в который входили Карпова Балка и Филатовка. Постановлением Центрального исполнительного комитета Крымской АССР от 26 января 1938 года Ишуньский район был ликвидирован и создан Красноперекопский район с центром в поселке Армянск (по другим данным 22 февраля 1937 года). По данным всесоюзной переписи населения 1939 года в селе проживало 153 человека. На километровой карте РККА 1941 года в Карповой Балке обозначено 34 двора, причём собственно Карпова Балка находилась восточнее, а на месте современного села располагался 3-й Казённый участок.
С 25 июня 1946 года Карпова Балка в составе Крымской области РСФСР, а 26 апреля 1954 года Крымская область была передана из состава РСФСР в состав УССР. В 1956 году колхоз имени Фрунзе вошел в состав совхоза «Серый Каракуль». В 1958 году создан совхоз «Таврический», реорганизованный в 1968 году в совхоз «Филатовский». Время включения в Пятихатский сельсовет пока не выяснено: на 15 июня 1960 года село уже числилось в его составе. На 1968 год село входило в Вишнёвский сельсовет, на 1977 год — в Почётненский. В 1996 году совхоз преобразован в коллективное сельскохозяйственное предприятие «Филатовское», которое в 2000 году разделилось на общество с ограниченной ответственностью СПКК «Колос» и СПК «Весна». С 1980 года в составе Филатовского сельсовета. По данным переписи 1989 года в селе проживало 170 человек. С 12 февраля 1991 года село в восстановленной Крымской АССР, 26 февраля 1992 года переименованной в Автономную Республику Крым. С 21 марта 2014 года в составе Крыма аннексирована Россией.